# Джіла-Рівер-арена
 «Джіла Рівер Арена»  (англ. Gila River Arena) — спортивний комплекс у місті Глендейл, Аризона (США), відкритий у 2003 році. Місце проведення міжнародних змагань з кількох видів спорту і домашня арена для команди Фінікс Койотс, НХЛ.

## Місткість
- Хокей із шайбою 17 799